# Inna Modja

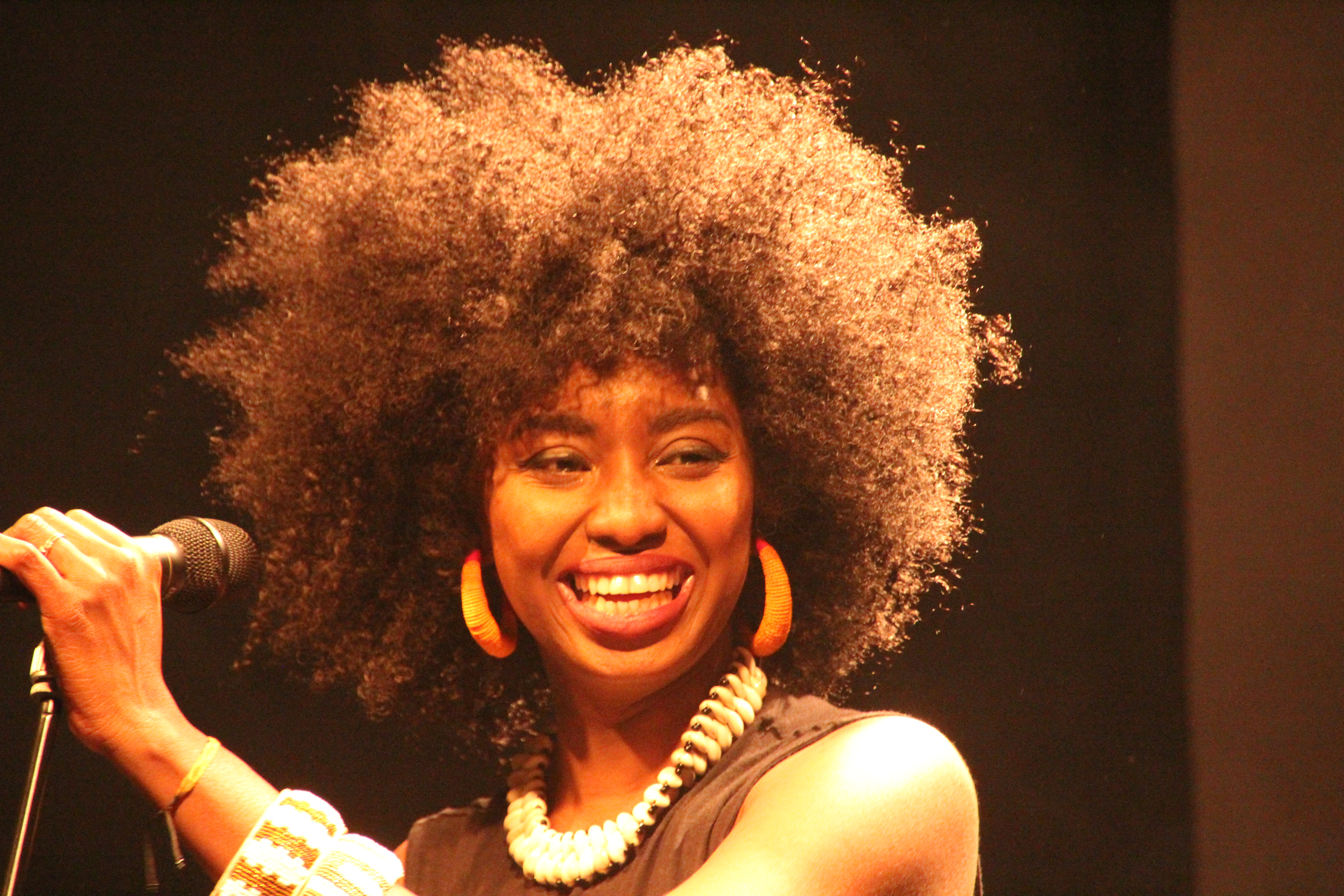
Inna Modja (2017)

Inna Bocoum (* 19. Mai 1984 in Bamako), besser bekannt als Inna Modja, ist eine malische Sängerin und Model.

## Leben

### Jugend
Inna Bocoum wurde am 19. Mai 1984 in der malischen Hauptstadt Bamako als sechstes von sieben Kindern geboren. Sie sang bereits von klein auf, und seit ihrem sechsten Lebensjahr besuchte sie einen Chor. Ihr Vater ermunterte sie zum Musizieren, und auch ihre Geschwister beeinflussten sie stark; zudem besuchte sie regelmäßig ihren Nachbarn Salif Keïta, Mitglied der Bamakoer Musikgruppe Rail Band, die regelmäßig Bossa Nova und Jazz-Konzerte aufführte.

### Musikalische Karriere

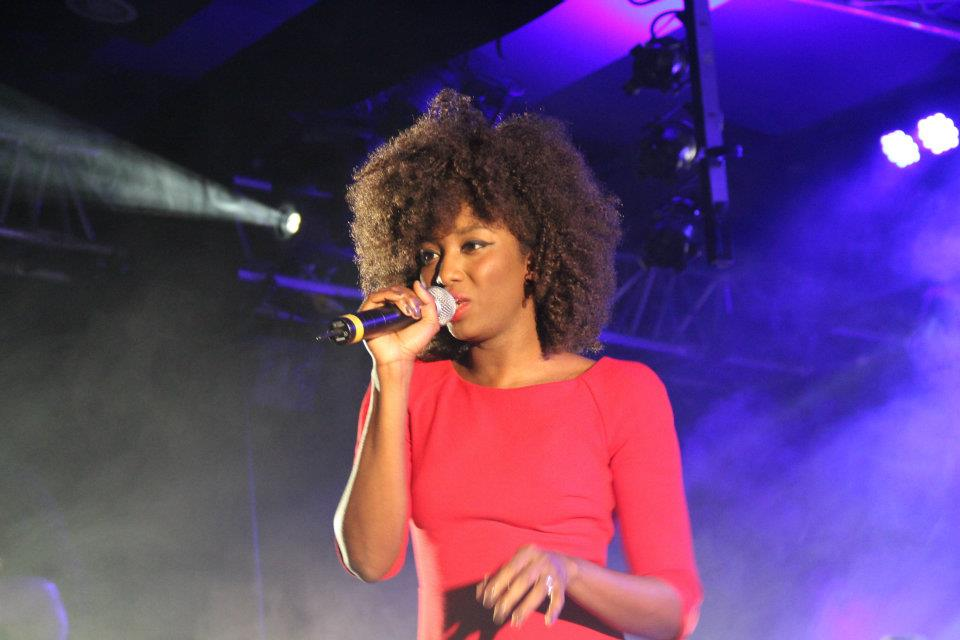
Inna Modja (2012)

Ihr erstes größeres Konzert gab sie in der Sendung Fête de la Musique des französischen Fernsehsenders France 2, bei dem sie mit Jason Mraz den Song Lucky sang. Im Oktober 2009 veröffentlichte sie ihre erste Single Mister H mit Songs aus dem Pop-Soul-Genre unter ihrem Künstlernamen Inna Modja. Begleitend zur Veröffentlichung trat sie in weiteren Fernsehsendungen wie Vivement Dimanche und Taratata auf. Auf die Single folgte noch im selben Jahr das Album Everyday Is a New World.
Im Juni 2011 veröffentlichte Inna Modja eine neue Single mit dem Namen French Cancan (Monsieur Sainte Nitouche), der zum französischen Sommerhit des Jahres 2011 wurde. Den Erfolg wiederholte sie mit der Single La Fille du Lido, die zweite Single ihres zweiten Albums Love Revolution. Das Video ihrer dritten Single I Am Smiling, veröffentlicht im Februar 2012, war eine Collage aus Videos ihrer Fans.
2015 veröffentlichte Inna Modja ihr drittes Album Motel Bamako, bei dem sie musikalisch die Genres wechselte und vom Pop-Soul gen Rap/House ging. Zudem sang sie ihre Lieder vor allem auf Bambara, einige wenige auch auf Englisch und Französisch.

## Gesellschaftspolitische Positionen
Bocoum engagiert sich besonders gegen die in Mali weit verbreitete Praxis der weiblichen Genitalbeschneidung. Auch sie selbst wurde – von ihren Eltern ungefragt – im Alter von fünf Jahren beschnitten. Sie thematisierte dies in einem ihrer Songs. Zudem spricht sie sich öffentlich gegen Gewalt gegen Frauen aus und ist Patin des Frauenhauses des Krankenhauses von Saint-Denis, nördlich von Paris.

## Diskografie

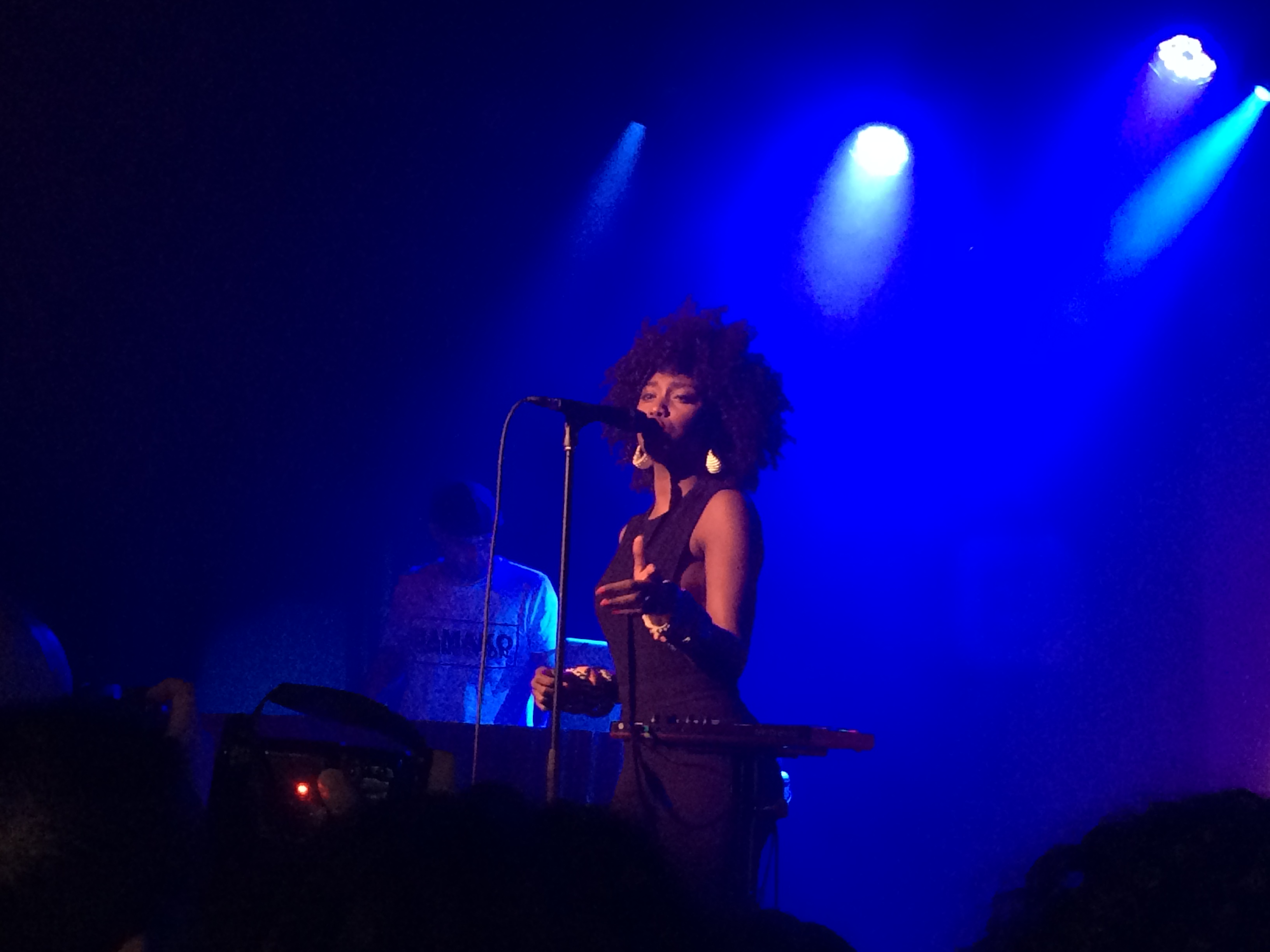
Inna Modja (2016)

### Alben
- 2009: Everyday Is a New World
- 2011: Love Revolution
- 2015: Motel Bamako

### Singles
- 2009: Mister H
- 2010: It’s Alright
- 2011: French Cancan (Monsieur Sainte Nitouche)
- 2011: La Fille du Lido
- 2012: I Am Smiling
- 2014: C’est la vie
- 2014: Outlaw
- 2014: Forgive Yourself
- 2015: Tombouctou